# Барбадос на Светском првенству у атлетици на отвореном 2023.
Барбадос је учествовао на 19. Светском првенству у атлетици на отвореном 2023. одржаном у Будимпешти од 19. до 27. августа деветнаести пут, односно, учествовао је на свим првенствима до данас. Репрезентацију Барбадоса представљало је 3 учесника (2 мушкарца и 1 жена) који су се такмичили у 3 дисциплине (2 мушке и 1 женска).,
На овом првенству представници Барбадоса су освојили једну бронзану медаљу. Овим успехом Барбадос је делио 39 место у укупном пласману освајача медаља.
У табели успешности према броју и пласману такмичара који су учествовали у финалним такмичењима (првих 8 такмичара) Барбадос је са 1 учесником у финалу делио 54. место са 6 бодова.
| Пл.  | Земља    | 1. место | 2. место | 3. место | 4. место | 5. место | 6. место | 7. место | 8. место | Бр. фин. | Бод. |
| ---- | -------- | -------- | -------- | -------- | -------- | -------- | -------- | -------- | -------- | -------- | ---- |
| =54. | Барбадос | 0        | 0        | 1        | 0        | 0        | 0        | 0        | 0        | 1        | 6    |

## Учесници
| Мушкарци: - Џонатан Џоунс — 400 м - DeSean Anju L Boyce — 400 м | Жене: - Сада Вилијамс — 400 м |  |

## Освајачи медаља

### Бронза (1)
- Сада Вилијамс — 400 м

## Резултати

### Мушкарци
| Атлетичар           | Дисциплина | Лични рекорд | Квалификације     | Квалификације     | Полуфинале           | Полуфинале           | Финале               | Финале               | Детаљи |
| Атлетичар           | Дисциплина | Лични рекорд | Резултат          | Место             | Резултат             | Место                | Резултат             | Место                | Детаљи |
| ------------------- | ---------- | ------------ | ----------------- | ----------------- | -------------------- | -------------------- | -------------------- | -------------------- | ------ |
| Џонатан Џоунс       | 400 м      | 44,43 НР     | 46,03             | 7. у гр. 3        | Није се квалификовао | Није се квалификовао | Није се квалификовао | 37 / 41 (45)         |        |
| DeSean Anju L Boyce | 400 м      | 44,85        | Није завршио трку | Није завршио трку | Није се квалификовао | Није се квалификовао | Није се квалификовао | Није се квалификовао |        |

### Жене
| Атлетичарка   | Дисциплина | Лични рекорд | Квалификације | Квалификације | Полуфинале       | Полуфинале | Финале   | Финале | Детаљи |
| Атлетичарка   | Дисциплина | Лични рекорд | Резултат      | Место         | Резултат         | Место      | Резултат | Место  | Детаљи |
| ------------- | ---------- | ------------ | ------------- | ------------- | ---------------- | ---------- | -------- | ------ | ------ |
| Сада Вилијамс | 400 м      | 49,75 НР     | 50,78 КВ      | 1. у гр. 3    | 49,58 КВ, НР, ЛР | 2. у гр. 3 | 49,60    |        |        |